# Pentastiridius bifurcata
Pentastiridius bifurcata är en insektsart som beskrevs av Van Stalle 1986. Pentastiridius bifurcata ingår i släktet Pentastiridius och familjen kilstritar. Inga underarter finns listade i Catalogue of Life.